# Segunda guerra de Independencia italiana
La segunda guerra de la Independencia italiana, también llamada la guerra franco-austríaca, la guerra austro-sarda o la guerra italiana de 1859, fue librada entre el Segundo Imperio francés y el Reino de Cerdeña contra el Imperio austríaco en 1859 y jugó un papel crucial en el proceso de la unificación de Italia.

## Antecedentes
Los piamonteses, tras su derrota ante Austria en la primera guerra de la Independencia italiana, reconocen su necesidad de aliarse. Esto llevó a Camillo Benso, conde de Cavour, primer ministro del Reino de Piamonte-Cerdeña, a tratar de establecer relaciones con otras potencias europeas, en parte a través de la participación de Piamonte en la Guerra de Crimea. En la conferencia de paz en París después de la guerra de Crimea, Caovur intentó llamar la atención sobre los esfuerzos de la Unificación de Italia. Encontró en Francia y el Reino Unido ser comprensivos, pero totalmente reacios a ir contra  los deseos austríacos, ya que cualquier movimiento hacia la independencia de Italia necesariamente amenazaría el territorio de Lombardía-Venecia de Austria. Las conversaciones privadas entre Napoleón III y Cavour después de la conferencia identificaron a Napoleón como el candidato más probable, aunque aún no comprometido, para ayudar a Italia.
El 14 de enero de 1858, Felice Orsini, un italiano, intentó asesinar a Napoleón III. Este intento de asesinato generó una simpatía generalizada por el esfuerzo de unificación italiana, y tuvo un profundo efecto en el propio Napoleón, quien ahora estaba decidido a ayudar a Piamonte contra Austria para desactivar las actividades revolucionarias más amplias que los gobiernos dentro de Italia podrían permitir que sucedieran en el futuro. Después de una reunión secreta en Plombières, Napoleón III y Cavour firmaron un tratado secreto de alianza contra Austria: Francia ayudaría a Cerdeña-Piamonte a luchar contra Austria si era atacada, y Cerdeña-Piamonte le daría a cambio a Francia a Niza y Saboya. Esta alianza secreta sirvió a ambos países: ayudó con el plan sardo (piamontés) de unificación de la península itálica bajo la Casa de Saboya, y debilitó a Austria, un ardiente adversario del Segundo Imperio Francés de Napoleón III.
Cavour, incapaz de conseguir la ayuda francesa a menos que los austríacos atacaron primero, provocó a Viena con una serie de maniobras militares cerca de la frontera. Austria emitió un ultimátum el 23 de abril de 1859, exigiendo la completa desmovilización del ejército sardo y, cuando no fue atendida, Austria comenzó una guerra con Cerdeña (29 de abril), atrayendo así a Francia al conflicto.

## Fuerzas

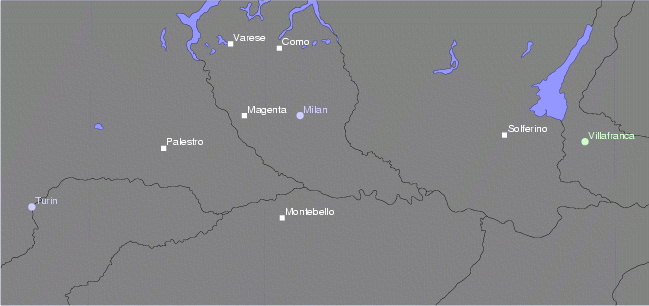
Lugares importantes de la Guerra austro-sarda (1859).

El ejército francés de la campaña italiana tenía 170 000 soldados, 2000 jinetes y 312 cañones, la mitad de todo el ejército francés. El ejército estaba bajo el mando de Napoleón III, dividido en cinco cuerpos: el primer cuerpo bajo el mando de Achille Baraguey d'Hilliers, el segundo cuerpo bajo el mando de Patrice de Mac Mahon, el tercer cuerpo bajo el mando de François Certain de Canrobert, el cuarto cuerpo bajo el mando de Adolphe Niel, y el quinto cuerpo bajo el mando del príncipe Napoleón. La Guardia Imperial estaba comandada por Auguste Regnaud de Saint-Jean d'Angély.
El ejército sardo tenía unos 70 000 soldados, 4000 jinetes y 90 cañones. Estaba dividido en cinco divisiones, comandadas por Castelbrugo, Manfredo Fanti, Giovanni Durando, Enrico Cialdini, Domenico Cucchiari. También estuvieron presentes dos formaciones voluntarias, los Cazadores de los Alpes y los Cazadores de los Apeninos. El comandante en jefe era Víctor Manuel II de Saboya, apoyado por Alfonso Ferrero La Marmora.
El ejército austriaco envió más hombres: estaba compuesto de 220 000 soldados, 824 cañones y 22 000 jinetes y fue conducido por el mariscal de campo Ferenc Graf Gyulai.

## Las operaciones

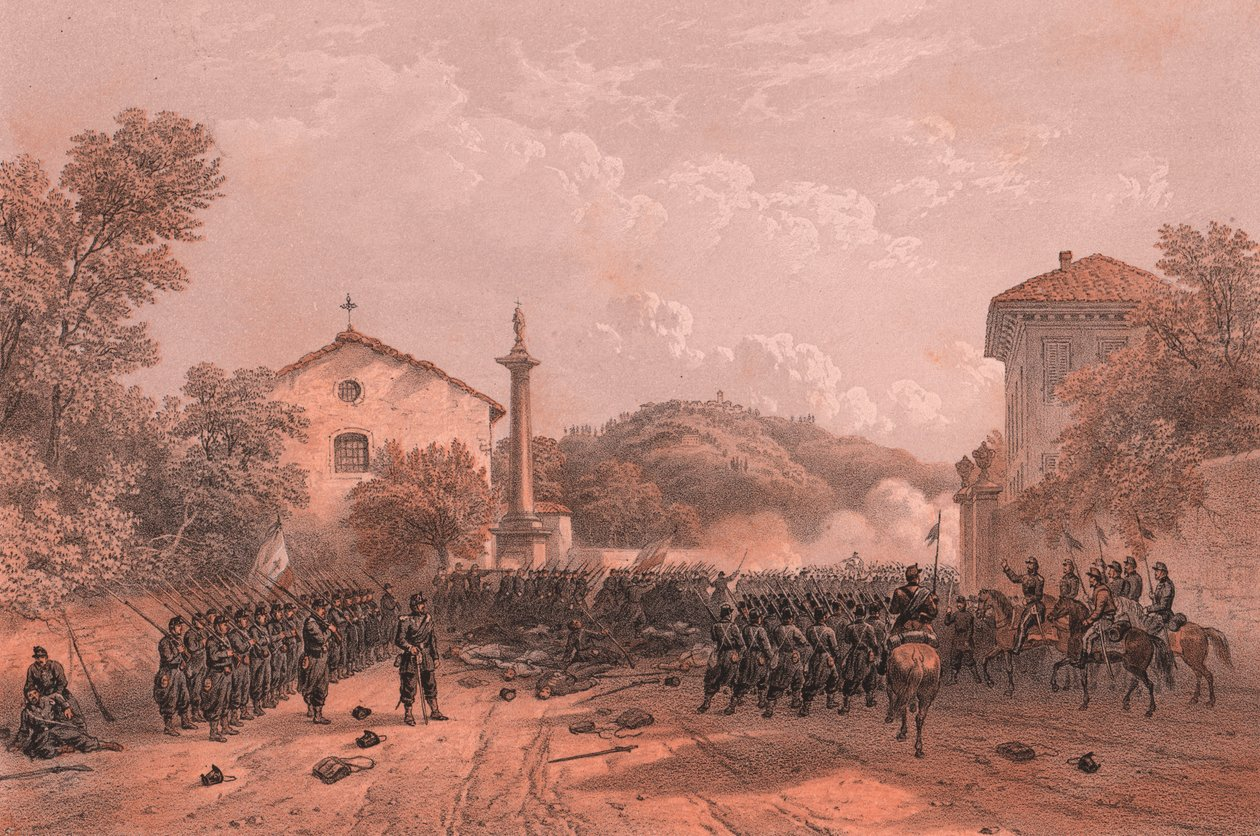
Giuseppe Garibaldi lidera las tropas en la Batalla de Varese.

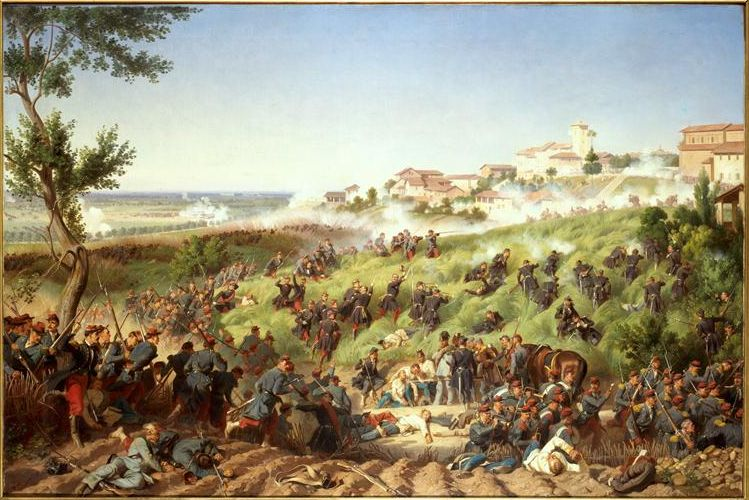
Batalla de Montebello.

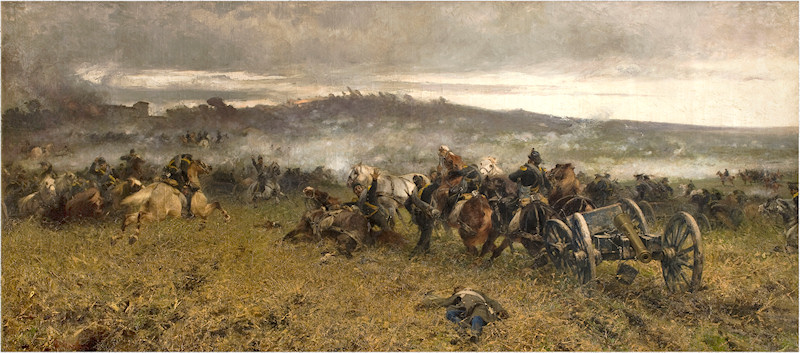
Batalla de San Martino.

En la declaración de guerra, no había tropas francesas en Italia, por lo que el mariscal François Certain de Canrobert se trasladó a Piamonte en el primer uso militar masivo de los ferrocarriles. Las fuerzas austriacas contaron con una rápida victoria sobre el ejército sardo más débil antes de que las fuerzas francesas pudieran llegar a Piamonte. Sin embargo, el conde Gyulai, el comandante de las tropas austriacas en Lombardía, fue muy cauteloso, marchando alrededor del río Tesino en ninguna dirección específica por un tiempo hasta que eventualmente lo cruza para comenzar la ofensiva. Desafortunadamente para él, las lluvias muy fuertes comenzaron a caer tan pronto como él hizo esto, permitiendo que el piamontés inundara los arrozales delante de su avance, retardando la marcha de su ejército a un arrastre. Los austríacos al mando Gyulai eventualmente llegaron a Vercelli, amenazando a Turín, pero el movimiento franco-sardo para reforzar a Alessandria y los puentes del río Po en torno a Casale Monferrato los obligó a retroceder. El 14 de mayo Napoleón III llegó a Alessandria, tomando el mando de las operaciones. El choque inicial de la guerra fue en Montebello el 20 de mayo, una batalla entre un cuerpo austriaco comandado por Stadion y una sola división del primer cuerpo francés comandado por Forey. El contingente austríaco era tres veces más grande, pero los franceses resultaron victoriosos, haciendo a Gyulai todavía más cauteloso. A principios de junio, Gyulai había avanzado al centro ferroviario de Magenta, dejando a su ejército extendido. Napoleón III atacó al Tesino con una parte de su fuerza mientras enviaba otro grupo de tropas hacia el norte para flanquear a los austriacos. El plan funcionó, haciendo que Gyulai retrocediera hacia el este hasta las fortalezas cuadriláteras de Lombardía, donde fue relevado de su puesto como Comandante.
El reemplazo de Gyulai fue el propio emperador Francisco José I. Planeaba defender el territorio austríaco bien fortificado detrás del río Mincio. El ejército piamontés-francés había tomado Milán y lentamente marchó más al este para acabar con Austria en esta guerra antes de que Prusia pudiera involucrarse. Los austriacos descubrieron que los franceses se habían detenido en Brescia, y decidieron que debían contraatacar a lo largo del río Chiese. Los dos ejércitos se encontraron accidentalmente alrededor de Solferino, precipitando una serie confusa de batallas. Un cuerpo francés retuvo tres cuerpos austriacos todo el día en Medole, evitando que se unieran a la batalla más grande alrededor de Solferino, donde, después de una batalla de un día, los franceses entraron. Ludwig von Benedek con el cuarto cuerpo de Austria se separó de la fuerza principal, defendió Pozzolengo contra la parte piamontesa del ejército contrario. Esto lo lograron con éxito, pero todo el ejército austríaco se retiró tras el avance en Solferino, retirándose de nuevo al cuadrilátero.
Al mismo tiempo, en la parte norte de Lombardía, los voluntarios italianos de los Cazadores de los Alpes de Giuseppe Garibaldi derrotaron a los austriacos en Varese y Como y la armada piamontesa-francesa desembarcó 3000 soldados y conquistaron las islas de Lošinj y Cres en Dalmacia.

## La paz
El temor a la participación de los estados alemanes llevó a Napoleón a buscar una salida a la guerra, por lo que firmó un armisticio con Austria en Villafranca. La mayor parte de Lombardía, con su capital Milán (con excepción de las fortalezas austríacas de Mantua y Legnago y el territorio circundante), fue transferido de Austria a Francia, que cedería inmediatamente estos territorios a Cerdeña. Los gobernantes de Italia Central, que habían sido expulsados por la revolución poco después del comienzo de la guerra, debían ser restaurados.

Según el tratado de paz de Villafranca, que puso fin a la guerra, el Reino de Lombardía-Venecia fue dividido: Austria cedió la región de Lombardía a Francia, pero retuvo el Véneto con la ciudad de Mantua. El Reino de Cerdeña reclamó para sí la Lombardía, según lo acordado con Francia en Plombières.

Este acuerdo, hecho por Napoleón a espaldas de sus aliados sardos, llevó a gran indignación en Cerdeña-Piamonte —Cavour mismo renunció en protesta—. Sin embargo, los términos de Villafranca no iban a entrar en vigor: si bien fueron reafirmados al final por el Tratado de Zúrich en noviembre, para entonces el acuerdo se había convertido en una letra muerta. Los piamonteses ocuparon los estados centrales italianos, que no mostraron voluntad alguna de restaurar a los gobernantes anteriores, y los franceses no mostraron ninguna disposición a obligarlos a cumplir los términos del tratado. A los austríacos les quedaba la mirada frustrada ante el fracaso de Francia en cumplir los términos del tratado. Mientras que Austria había triunfado después de la supresión de los movimientos liberales en 1849, su condición de gran potencia en la escena europea estaba ahora seriamente cuestionada y su influencia en Italia se debilitó gravemente.
Al año siguiente, en 1860, con la aprobación francesa y británica, los estados centrales de Italia —Ducado de Parma, Ducado de Módena, Gran Ducado de Toscana y gran parte del territorio de los Estados Pontificios (Ferrara, Bolonia Marcas y Umbría)— fueron anexados por el Reino de Cerdeña y Francia recibiría su recompensa diferida, Saboya y Niza. Este último movimiento tuvo la oposición vehemente del héroe nacional italiano Garibaldi, natural de Niza, y condujo directamente a la expedición de Garibaldi a Sicilia, que completaría la preliminar Unificación de Italia, con la anexión en 1861 del Reino de las Dos Sicilias.

## Cronología (1859)
- 20 de mayo: la infantería francesa y la caballería sarda derrotan al ejército austríaco, que se retiró, cerca de Montebello.
- 26 de mayo: los Cazadores de los Alpes de Giuseppe Garibaldi enfrentan a las fuerzas austriacas lideradas por el Mariscal de Campo —Teniente Carl Baron Urban en Varese—.
- 27 de mayo: los Cazadores de los Alpes derrotan a Urban en San Fermo, entrando en Como.
- 30 de mayo: fuerzas francesas y sardas derrotan al ejército austriaco en la Batalla de Palestro.
- 4 de junio: en la Batalla de Magenta, los franceses derrotan a los austríacos.
- 21 de junio: 24 de junio: en la Batalla de Solferino, los sardos y Napoleón III de Francia derrotan a un ejército comandado por el emperador austríaco Francisco José I en el norte de Italia. La batalla inspira a Henri Dunant a fundar la Cruz Roja.
- 11 de julio: Francisco José I, enfrentado con la revolución en Hungría, conoce a Napoleón III en Villafranca, donde firman un armisticio.